# Information Systems Research
Information Systems Research (ISR) ist eine viermal jährlich erscheinende wissenschaftliche Zeitschrift zu betriebswirtschaftlichen Themen. Sie wird von INFORMS herausgegeben und gilt als eine der angesehensten Zeitschriften ihrer Fachrichtung.

## Geschichte
Chefredakteur ist Suprateek Sarker von der University of Virginia (Stand: Oktober 2024).

## Rezeption
Das Zeitschriften-Ranking VHB-JOURQUAL (2008) stuft die Zeitschrift in die beste Kategorie A+ ein, das Zeitschriften-Ranking des Handelsblatt Betriebswirte-Rankings (2009) stuft es in die beste Kategorie 1,00 ein. Das Zeitschriften-Ranking der britischen Association of Business Schools (2010) stuft es in die beste Kategorie 4* ein. Neben MIS Quarterly gehört Information Systems Research somit zu den beiden führenden Zeitschriften ihres Faches.
Der Impact Factor von Information Systems Research lag im Jahr 2012 bei 2,010. In der Statistik des Social Sciences Citation Index wurde die Zeitschrift an 9. Stelle von 85 Journals in der Kategorie Informationswissenschaft & Bibliothekswissenschaft geführt. In der Kategorie Management belegte die Zeitschrift Rang 42 von 174 Journals. Damit gehörte Information Systems Research in beiden Kategorien zu den Top 25 %.